# Kris Van Assche
Pour les articles homonymes, voir Van Assche.
Kris Van Assche, né à Londerzeel en Belgique le 12 mai 1976, est un créateur de mode au style minimaliste, possédant sa propre maison de 2004 à 2015, et directeur artistique de la ligne Dior Homme de 2007 à 2018 puis de la maison Berluti à partir du 19 mars 2018.

## Parcours
Après avoir été premier assistant chez Yves Saint Laurent, puis Dior Homme, il ouvre la maison KRISVANASSCHE en septembre 2004 et présente sa première collection (automne-hiver 2005-2006) en janvier 2005. En avril 2007, il est nommé directeur artistique de Dior Homme. Il y applique dès lors un style plus formel et minimal. Au fil des saisons, il assouplit la silhouette noire et raide héritée d'Hedi Slimane et devenue trop cliché et opte pour des mannequins qui apportent une allure athlétique à la silhouette filiforme de Dior Homme.
Des collaborations régulières pour sa propre marque, notamment avec Eastpak et Lee, ont contribué à accroître sa notoriété auprès du grand public.
En juin 2013, il ouvre la toute première boutique KRISVANASSCHE à Paris. Dessinée par Ciguë, elle est située dans le premier arrondissement, au 16 rue Saint Roch.
Parallèlement, Kris Van Assche poursuit un travail artistique qui a fait l’objet de plusieurs expositions. En 2007, invité d’honneur du Pitti Immagine[Quoi ?], il présente « Désiré », une installation sur les thèmes de l’élégance, de la poésie et de la modernité. L’œuvre qui prend la forme de 100 chapeaux suspendue réalisés par la Maison Michel et de 100 bras articulés offrant un mouchoir brodé crée une atmosphère ludique et surréaliste. L'année suivante, il participe à l’exposition « Working Men » à la Galerie Analix Forever à Genève. Pensée par Paul Ardenne, célèbre critique d’art et historien français, l’exposition explore le thème du travail, sujet alors presque invisible dans les représentations des artistes contemporains. En 2009, il présente son projet « Picaflor » dans le cadre du Festival international de mode et de photographie de Hyères, qu’il préside.
En mai 2008, il se voit confier la rédaction en chef du no 7 de A Magazine. Le numéro illustre son choix de collaborer avec des personnalités dont il se sent proche artistiquement et humainement. Plusieurs générations d’artistes s’y côtoient.
En mai 2015, après plusieurs années de collections souvent jugées peu pertinentes par la critique et un style mis à mal avec l'arrivée de la nouvelle garde masculine londonienne (notamment Jonathan Anderson, Christopher Shannon ou Matthew Miller) la marque KRISVANASSCHE dépose le bilan.
En avril 2018, il quitte Dior et est remplacé par Kim Jones. Kris Van Assche est nommé directeur artistique de Berluti. Il succède à Haider Ackermann, qui occupait ce poste depuis septembre 2016.

## Style
Souvent minimalistes, ses vêtements, se caractérisent par une attention quasi religieuse portée aux détails. Jamais adepte des fioritures, il aime que la beauté soit assez technique. La palette de couleurs tout en nuances de noir, gris, bleu ou chocolat semble évoquer la lumière du nord. Il offre une élégance assouplie à travers des pièces essentielles qui s'adaptent aux vies multiples de ceux qui les portent. Il aime également mélanger une précision très classique à la robustesse des vêtements de travail ou à la technicité des vêtements de sport. Malgré cette rigueur, le style de Kris Van Assche est le reflet d'une inspiration transversale. Même si les silhouettes peuvent sembler identiques à première vue, elles sont alimentées par diverses influences telles que la silhouette Amish (Dior Homme Été 2011) ou nord-africaine, les vêtements de travail (KRISVANASSCHE Hiver 2012-13), certains clichés de la garde-robe masculine (le Marin pour Dior Homme Été 2013) ou même des notions plus conceptuelles (« lessness » pour Dior Homme Été 2011).